# Piccole suore del Sacro Cuore di Charles de Foucauld
Le Piccole Suore del Sacro Cuore di Charles de Foucauld (in francese Petites Sœurs du Sacré-Cœur de Charles de Foucauld) sono un istituto religioso femminile di diritto pontificio.

## Storia
La congregazione fu fondata nel 1933 a Montpellier dalla vedova Alida Capart; la sua spiritualità è ispirata da padre Charles de Foucauld (Beato fratel Carlo di Gesù, 1858-1916). Secondo le parole di Charles de Foucauld «Nazareth si può vivere ovunque». 
Una religiosa dell'istituto, la francese suor Odette Prévost (1932-1995), è una delle diciannove martiri d'Algeria beatificati nel 2018.

## Attività e diffusione
Le Piccole suore del Sacro Cuore di Charles de Foucauld sono religiose contemplative nel mondo; dopo il Concilio Vaticano II, lasciano l'abito religioso e adattano le loro costituzioni «per vivere più mescolate con le persone, in un vivere con», tra le persone più svantaggiate, favorendo la semplicità e la gioia fraterna. «Cerchiamo di scoprire le vie del silenzio interiore che aprono a Dio e agli altri» (Costituzioni).
Le suore sono organizzate in piccole fraternità presenti in Algeria, Tunisia, Mali, Burkina Faso, Bolivia, Francia e Spagna, dove si trovano negli ultimi due paesi principalmente in piccoli appartamenti «alla periferia»; la sede generalizia è a Rosny-sous-Bois.
Alla fine del 2015 l'istituto contava 33 religiose in 8 case.